# Joey Litjens
Joey Litjens (Venray, 8 februari 1990) is een Nederlands motorrijder.

## Carrière
Op zijn derde levensjaar reed hij al op zijn Yamaha PW50 rond bij zijn ouderlijk huis in America. Dat vormde de basis voor zijn latere rijden in de populaire minibike-races.
Hij kreeg in 2000 dispensatie, reed zijn eerste volledige seizoen en werd prompt tweede in de eindstand. Met een kampioenschap bij de Junior B sloot hij een jaar later zijn loopbaan in de minibike af. In de zuidelijke landen is het minibikeracen al langere tijd erg populair en er wordt ook een Europees Kampioenschap verreden.
Litjens reed ook in Italië een EK-wedstrijd mee en werd meteen 17e in de sterk bezette Internationale klasse. In de EK-wedstrijd in Tsjechië eindigde hij als 6e. Ook rijders als bijvoorbeeld wereldkampioenen Marco Melandri en Valentino Rossi hebben hun eerste schreden op het racepad gezet in de minibikecompetitie.
Op hemelvaartsdag van het jaar 2009 kwam aan zijn carrière een abrupt einde. Na een zware crash op het circuit van Hengelo scheurde hij vier zenuwen in zijn rechterarm, de arm is daardoor blijvend verlamd. Hoewel Litjens dus niet meer kan racen, heeft hij in diverse interviews te kennen gegeven dat hij op welke manier dan ook in de motorsport actief wil blijven, bijvoorbeeld door begeleiding van jonge talenten.
Op vrijdag 19 mei 2012 reed Litjens voor het eerst sinds 2009 weer op het circuit na lang revalideren. Dit deed hij op een Yamaha YZF 125R op het kartcircuit Soka Fran in de Binnenring van Spa Francorshamps.

## Raceloopbaan en titels
- 2000 - Start minibikeracen.
- 2001 - Nederlands Kampioen Minibikeracen.
- 2002 - Nederlands Kampioen in Aprilia 125 Cup met 9 zeges uit 10 wedstrijden.
- 2003 - 5e in NK 125cc op Honda.
- 2003 - Rookie of the Year in Nederlands 125cc kampioenschap.
- 2004 - 12e in NK 125cc op Honda.
- 2004 - 9e in Duits Kampioenschap (125cc Honda) Volledig Duits seizoen, 8 races.
- 2004 - 11e in Europees Kampioenschap op 125cc Honda (8 EK-races gereden).
- 2005 - 4e in Europees Kampioenschap 125cc op HONDA .
- 2005 - 6e in NK 125cc op Honda, overwinning op Assen (reed 3 van de 8 ONK-races).
- 2005 - Nederland – Racing Team van het Jaar (Stichting Litjens Racing).
- 2005 - 16e in Duits Kampioenschap (1 gereden race) 125cc op Honda.
- 2005 - GP-debuut - TT Assen/NED - 125cc Honda - 30 e (Aantal GP starts: 1).
- 2005 - November, testraces voor Molenaar-Honda team in Valencia en Jerez.
- 2006 - Grand Prix 125cc in het Molenaar Racing Team.
- 2007 - Grand Prix 125cc in het Molenaar/DeGraaf Racing Team.
- 2008 - Rijdt GP van Assen (125cc) maar valt uit (DNF).
- 2009 - Zware crash betekent einde carrière.
- 2012 - Terugkeer op een racer op Soka Fran (België)